# Nawaf Salam
Nawaf Salam (en árabe: نواف سلام‎;  Beirut, Líbano; 15 de diciembre de 1953) es un diplomático, jurista y académico libanés, quien se desempeña como primer ministro del Líbano desde el 8 de febrero de 2025. Anteriormente, ejerció como el vigesimoséptimo presidente de la Corte Internacional de Justicia (CIJ) desde el 6 de febrero de 2024 hasta el 14 de enero de 2025. Se desempeñó como juez de la CIJ desde el 6 de febrero de 2018 durante un período de nueve años, aunque el 14 de enero de 2025 presentó su renuncia al cargo.

## Educación
Tiene un doctorado en Ciencias Políticas por el Instituto de Estudios Políticos de París (1992), un máster en Derecho por la Escuela de Derecho Harvard (1991), un doctorado en Historia por la Universidad Sorbona (1979), y diplomado por la Escuela de Estudios Superiores en Ciencias Sociales (1974).

## Carrera

### Trayectoria académica
De 1979 a 1981, fue profesor de historia en la Universidad Sorbona. Entre 1985 y 1989, fue profesor en la Universidad Americana de Beirut (AUB, por sus siglas en inglés). De 1989 a 1990 fue investigador visitante en la Escuela de Derecho Harvard y, de 1989 a 1992, consultor jurídico extranjero en el bufete Edwards & Angell LLP.
En 1992, nuevamente empezó su docencia en Derecho Internacional y Relaciones Internacionales en la AUB. Fue profesor asociado de Ciencias Políticas en 2003 hasta 2007. De 2005 a 2007, fue presidente del Departamento de Estudios Políticos y Administración Pública de AUB.

### Trayectoria diplomática
Desde julio de 2007 hasta diciembre de 2017, fue representante permanente del Líbano ante las Naciones Unidas (ONU) en Nueva York.
Rotativamente, en mayo de 2010 y en septiembre de 2011, ocupó la presidencia del Consejo de Seguridad de la ONU.
Fue vicepresidente del 67º período de sesiones de la Asamblea General de las Naciones Unidas (UNGA, por sus siglas en inglés) en septiembre de 2012 a septiembre de 2013, y presidente en funciones de la UNGA en julio de 2013.
Representó al Líbano en el Consejo Económico y Social en 2016 y 2018.El 9 de noviembre de 2017 fue electo juez para la Corte Internacional de Justicia —órgano judicial de la ONU—, entrando en funciones el 6 de febrero de 2018.Fue presidente de la CIJ desde el 6 de febrero de 2024 hasta el 14 de enero de 2025.

### Primer ministro
El 13 de enero, el nuevo presidente del Líbano, Joseph Aoun, encargó al presidente de la Corte Internacional de Justicia (CIJ), Nawaf Salam, formar gobierno como nuevo primer ministro del país. Después de que este último hubiera obtenido el apoyo de 84 diputados frente a los nueve apoyos conseguidos por el primer ministro, Najib Mikati, otros 35 diputados, principalmente del partido Hezbolá, se abstuvieron.
El gabinete de Salam fue confirmado por el presidente Joseph Aoun el 8 de febrero de 2025, al firmar el decreto de formación del nuevo Gobierno.
El gobierno cuenta con el apoyo de Estados Unidos y Arabia Saudíta.